# Las Gramillas
Las Gramillas es una localidad situada en el departamento Río Primero, provincia de Córdoba, Argentina.
Se encuentra situada sobre la ruta s152 a 110 km de la Ciudad de Córdoba.
La principal actividad económica es la agricultura seguida por la ganadería, siendo en principal cultivo la soja.
La producción lechera es también una actividad importante para la economía local, encontrándose en la comuna algunos tambos.
Existen en la localidad un puesto sanitario, una escuela primaria, un destacamento policial y un edificio comunal en el que se realizan las funciones administrativas de la misma.

## Población
Cuenta con 109 habitantes (Indec, 2010), lo que representa un incremento del 94% frente a los 56 habitantes (Indec, 2001) del censo anterior.
| Gráfica de evolución demográfica de Las Gramillas entre 1991 y 2010 |
|                                                                     |
| Fuente: Censos nacionales del INDEC                                 |